# Kościół św. Mikołaja w Gronowie
Kościół świętego Mikołaja w Gronowie – rzymskokatolicki kościół parafialny należący do parafii pod tym samym wezwaniem (dekanat Kowalewo Pomorskie diecezji toruńskiej).
Jest to budowla w stylu gotyckim, wzniesiona w połowie XIV wieku. Oryginalnie była to świątynia salowa, po zniszczeniach z okresu wojen szwedzkich została odrestaurowana i rozbudowana około 1700 roku o wieżę i być może w 1750 roku o prezbiterium. Obiekt został zbudowany z cegły, jest jednonawowy z prezbiterium zamkniętym ścianą prostą i kwadratową wieżą od strony zachodniej, zwieńczoną renesansową attyką i murowanym piramidalnym dachem hełmowym. Nad nawą jest umieszczona barokowa sygnaturka z 1750 roku. Wnętrze nakrywa płaski strop. Późnogotycka rzeźba Matki Bożej z Dzieciątkiem powstała na początku XVI wieku.